# Cichlasoma amazonarum
 Cichlasoma amazonarum és una espècie de peix de la família dels cíclids i de l'ordre dels perciformes.

## Morfologia
Els mascles poden assolir els 11,4 cm de longitud total.

## Distribució geogràfica
Es troba a Sud-amèrica: conca del riu Amazones (des del Perú fins a la desembocadura). També a la Guaiana Francesa i a Amapá (Brasil).